# 中正公園 (龜山區)
24°59′58″N 121°20′36″E / 24.999363°N 121.343259°E

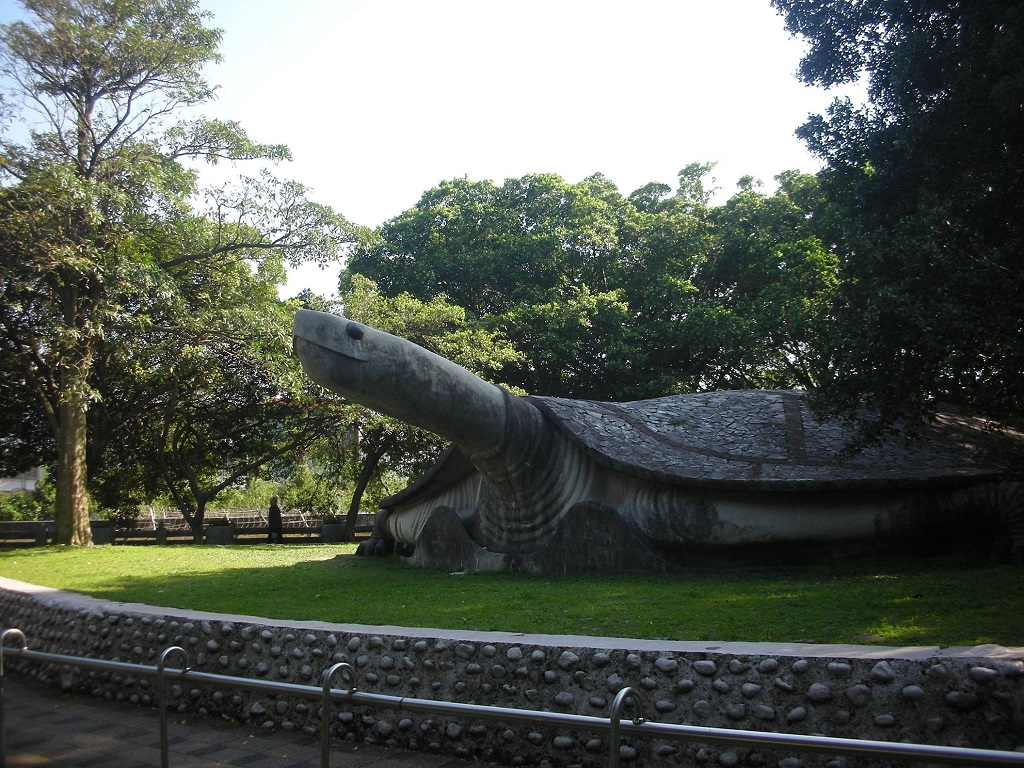
中正公園的巨型烏龜塑像

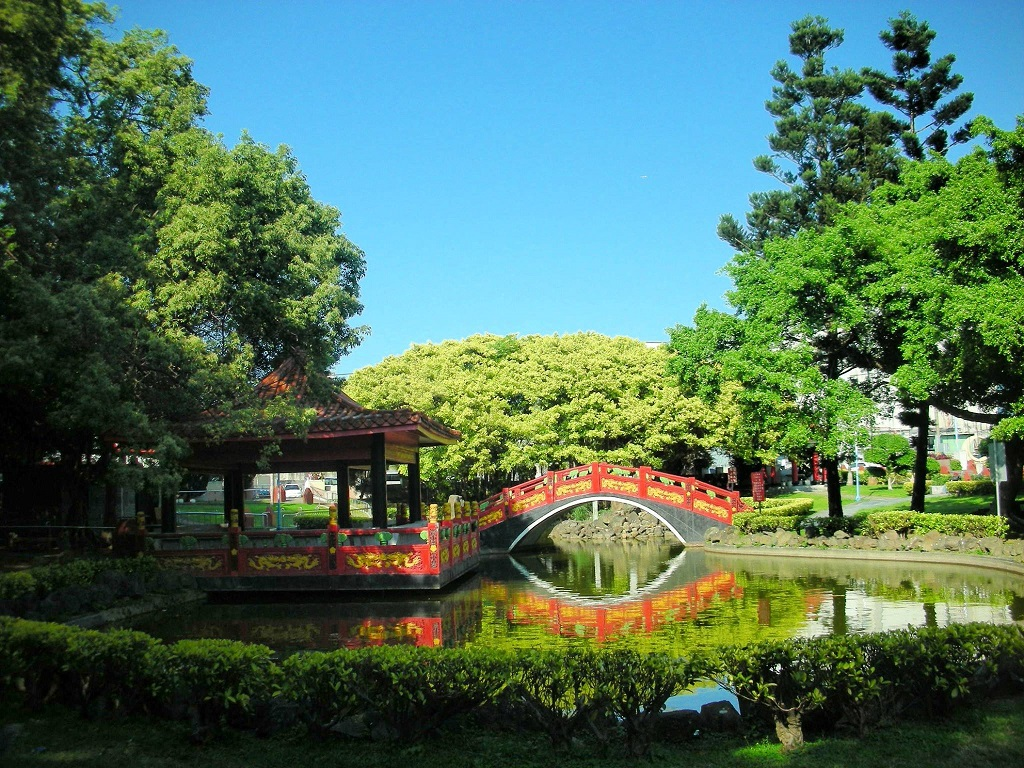
龜山區中正公園

中正公園是位於臺灣桃園市龜山區的一座公園，位於陸光三村、精忠五村旁，自強北路與南崁溪交界處，為龜山區最早開闢的公園。
公園包括涼亭、步道等設施外，尚有一巨大烏龜塑像坐鎮園中，象徵龜山區，為公園的一大特色，因此中正公園又被當地人暱稱作『烏龜公園』。